# Phyllostachys kwangsiensis
Phyllostachys kwangsiensis là một loài thực vật có hoa trong họ Hòa thảo. Loài này được W.Y.Hsiung, Q.H.Dai & J.K.Liu miêu tả khoa học đầu tiên năm 1980.